# Iceta di Siracusa (tiranno)
Ìceta di Siracusa (in greco antico: Ἱκέτας?, Hikétas; Siracusa, ... – III secolo a.C.) fu tiranno di Siracusa dal 288 al 279 a.C.

## Biografia
Alla morte di Agatocle, Menone e Arcagato furono esiliati. Rifugiatisi a Aitna, Menone uccise il compagno e organizzò un esercito di mercenari per riconquistare la città. Iceta era il generale delle truppe a difesa di Siracusa. Poté contare su un contingente abbastanza numeroso, che vinse anche le prime battaglie. L'alleanza di Menone con i cartaginesi risultò però decisiva ai fini del conflitto: Siracusa fu costretta a firmare un trattato di pace umiliante.
Nel giro di qualche mese, nel 288 a.C., i siracusani si ribellarono ai militari mercenari, chiamati mamertini, e li espulsero dalla città. Iceta si insediò al potere, restaurando la tirannide abolita dopo la morte di Agatocle.
Durante il suo governo, Iceta dichiarò guerra ad Akragas, contro il cui tiranno Finzia riportò una vittoria presso Ibla; fu sconfitto dai cartaginesi sul fiume Teria. Nel 279 a.C. fu esiliato da Tinione, poco prima dell'arrivo di Pirro.